# 米日蓋齊 (柳別希夫區)
51°41′32″N 25°32′28″E / 51.69222°N 25.54111°E
米日蓋齊（烏克蘭語：Міжгайці），是烏克蘭的村落，位於該國西部沃倫州，由卡明-卡希尔斯基区負責管轄，面積1.1平方公里，海拔高度145米，2001年人口399，人口密度每平方公里362.73人。